# جيري لوسون (رجل أعمال)
جيري لوسون (بالإنجليزية: Gerard Lawson)‏ هو شخصية أعمال ومهندس أمريكي، ولد في 1 ديسمبر 1940 في بروكلين في الولايات المتحدة، وتوفي في 9 أبريل 2011 في ماونتن فيو في الولايات المتحدة.